# João Pedro de Oliveira Carvalho
João Pedro de Oliveira Carvalho (Lages) foi um político brasileiro.
Filho de Abílio Pedro Esteves de Carvalho e de Antônia de Oliveira Carvalho. Casou com Celestina Alice do Livramento Carvalho.
Foi deputado à Assembleia Legislativa de Santa Catarina na 5ª legislatura (1904 — 1906), na 11ª legislatura (1922 — 1924), na 12ª legislatura (1925 — 1927), e na 13ª legislatura (1928 — 1930).
Foi superintendente (prefeito) de Florianópolis.